# Hartge
Hartge je njemački tuner automobila isključivo orijentiran na vozila marke BMW, MINI i Range Rover. Hartge je osnovan 1971. u gradu Merzigu, da bi se 1974. preselili na današnju lokaciju u gradu Beckingenu. Tvrtka je poznata po stavljanju jakih BMW-ovih motora iz većih automobila u manje automobile, npr. motor iz BMW-a serije 5 u BMW serije 3.